# 正字
正字（せいじ）とは、漢字の書写において正規の字体で書かれた文字を指す。正字体、時に正体ともいう。

## 概要
正字とは、正規かつ正統な字体で書かれた文字を指す。現在の日本では、基本的に『康煕字典』に載録された字体が正字の基準とされ、日本の新字体や中国大陸の簡体字は、通常正字とはみなされない。正字に対し、非正規の字体で書かれた文字（例えば「働」を「仂」、「寮」を「ウかんむりにR」、「職」を「𫟉」と書いたもの）は「略字」「俗字」「通用字」などと呼ばれる。正字と略字・俗字・誤字との区別は、学術的権威に依拠した慣習によるが、歴史的経緯により、『康煕字典』のように政治権力の制定した標準に依存するところが大きい。
誤字に対する「正しい字」という語義で「正字」という言葉が用いられることもあるが、これは文字の正誤を論ずる場合のみに限定された用法である。

## 日本における歴史
唐代の字体の規範を記述した字典（字様書）に『干禄字書』があり、異体字を並べそれぞれに「正」「俗」「通」を記述している。「干禄」とは「禄を干（もと）む」の意であり、科挙の試験の基準を示したものとされる。日本の字書にもこれは反映されており、『類聚名義抄』をはじめ多くの漢字・漢語辞書に「正」「俗」「通」あるいは「古」等の字体注記が見られる。清朝に編纂された『康煕字典』に採用された字体は漢字文化圏全体に広まり、字体の標準となっていった。明治以降の日本で活字の標準となった字体（爲、圖、遙など）は、基本的に『康煕字典』の字体を基にしているが、完全に一致するわけではない。そのためこうした日本の字体のことを「いわゆる康煕字典体」と呼ぶことがある。こうして日本では「いわゆる康煕字典体」のことを「正字」ないし「正字体」と言う場合が少なくない。字体#正字体も参照のこと。
しかし第二次大戦後の日本では、当用漢字、常用漢字の制定・公布に従って、従来「俗字」や「略字」とされてきた字体が正式な字体として多数採用された（一般に「新字体」という）。そのため、「いわゆる康煕字典体」はもはや「正字」ではなく「旧字（体）」「本字」あるいは「繁体字」であり、「新字体」の方が「正字」であるとする立場もある。